# A Tale of Two Worlds
Pour plus de détails, voir Fiche technique et Distribution.
A Tale of Two Worlds est un film muet américain réalisé par Frank Lloyd et sorti en 1921.

## Synopsis
Un enfant américain est adopté par un Chinois et élevé parmi ce peuple. De retour à San Francisco, sa propre identité est mise en cause.

## Fiche technique
- Titre : A Tale of Two Worlds
- Réalisation : Frank Lloyd
- Scénario : Charles Kenyon, J.E. Nash, d'après une nouvelle de Gouverneur Morris
- Chef opérateur : Norbert Brodine
- Direction artistique : Cedric Gibbons
- Assistant-réalisateur : Harry Weil
- Production : Samuel Goldwyn pour Goldwyn Pictures Corporation
- Genre : Film dramatique
- Durée : 70 minutes
- Date de sortie : 
  - États-Unis : 13 mars 1921

## Distribution
- J. Frank Glendon : Newcombe
- Leatrice Joy : Sui Sen
- Wallace Beery : Ling Jo
- E. Alyn Warren : Ah Wing
- Margaret McWade
- Tōgō Yamamoto : One Eye
- Yutaka Abe
- Louie Cheung
- Chow Young
- Etta Lee : Ah Fah
- Ah Wing
- Goro Kino
- Arthur Soames : Dr. Newcombe
- Edythe Chapman : Mrs Newcombe
- T.D. Crittenden : Mr Carmichael
- Irene Rich : Mrs Carmichael
- Mathilde Comont

## Article annexe
- Sino-Américains